# タイレル・マラシア
タイレル・マラシア（オランダ語: Tyrell Malacia，1999年8月17日 - ）は、オランダ・南ホラント州ロッテルダム出身のキュラソー系オランダ人サッカー選手。オランダ代表。PSVアイントホーフェン所属。ポジションは、ディフェンダー。

## クラブ経歴

### フェイエノールト
ロッテルダムのアマチュアクラブRVV DHZでサッカーを始め、同じロッテルダムのOvermaas Rotterdamを経て、2008年に9歳でフェイエノールトのユースに加入した。各世代のチームで左サイドバックとしてプレーし、16歳で17歳以下のチームに所属していた2015年12月2日に同世代のディラン・フェンテやヨルディ・ヴェールマンらに続いて初のプロ契約となる2019年までの契約を結んだ。2016-17シーズンからは19歳以下のチームに上がり、2017-18シーズンにはUEFAユースリーグに出場した。ヴェールマンの負傷によりキャプテンマークを巻いてグループステージ全試合スタメン出場を続けていたが、最終節の12月6日のSSCナポリ戦ではトップチームの左サイドバックであるリチアーノ・ハプスとミケル・ネロムの2人が負傷したことで、フェイエノールトのUEFAチャンピオンズリーグ出場選手としては史上最年少の18歳111日でトップチームにスタメンでデビューした。攻守に活躍してサポーターのハートを掴み、チームが2-1で勝利した試合後にはスタンディング・オベーションを受けた。2018年4月4日に契約を2023年まで延長した。

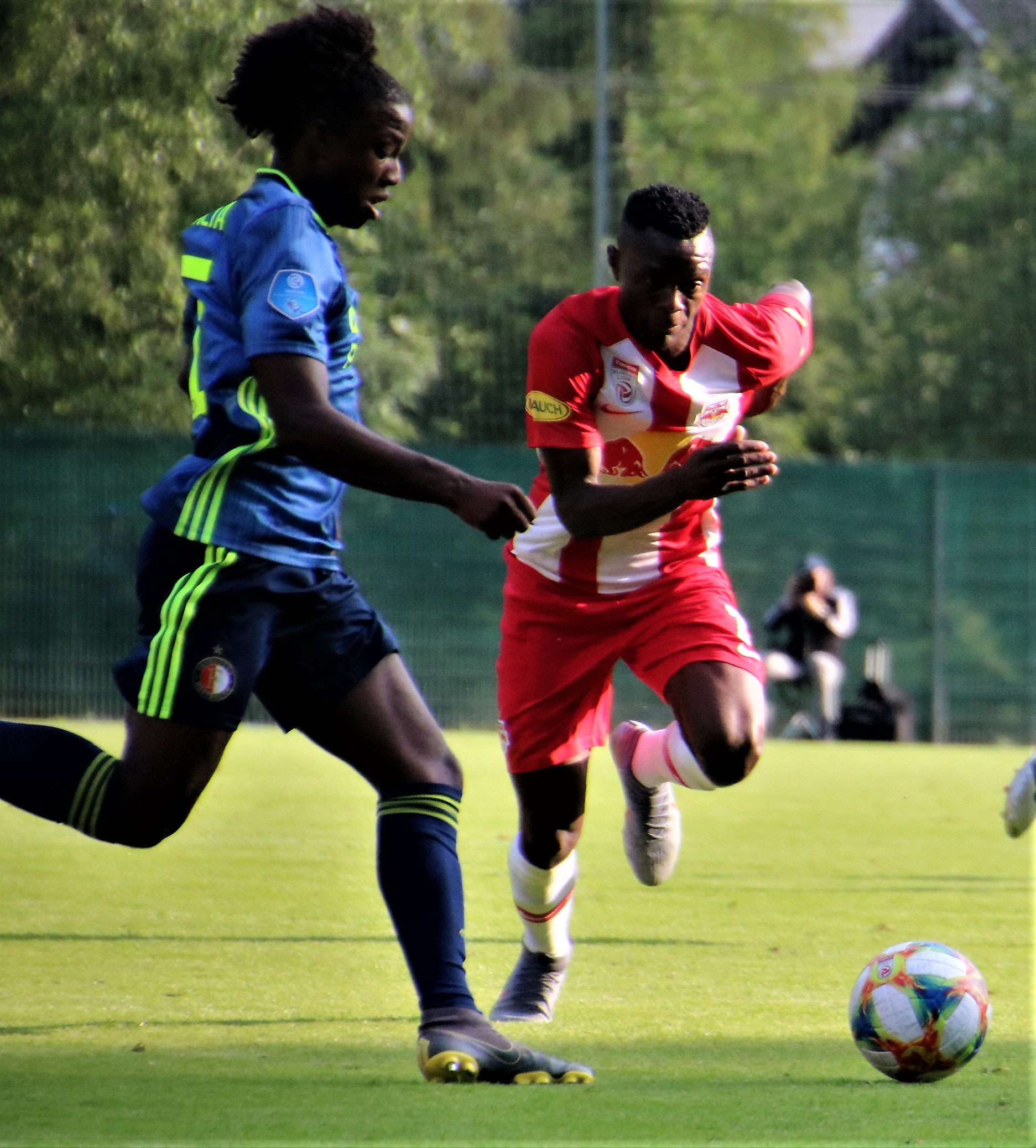
フェイエノールトでプレーするマラシア（2019年）

### マンチェスター・ユナイテッド
2022年7月5日、マンチェスター・ユナイテッドFCへ完全移籍。2026年6月までの4年契約で、1年間の延長オプションがつけられている。1年目はリーグ戦29試合に出場し、左サイドバックとして一定の存在感を示したが、2年目の2023-24シーズンは膝の負傷の影響で1試合もプレーできずに終わった。

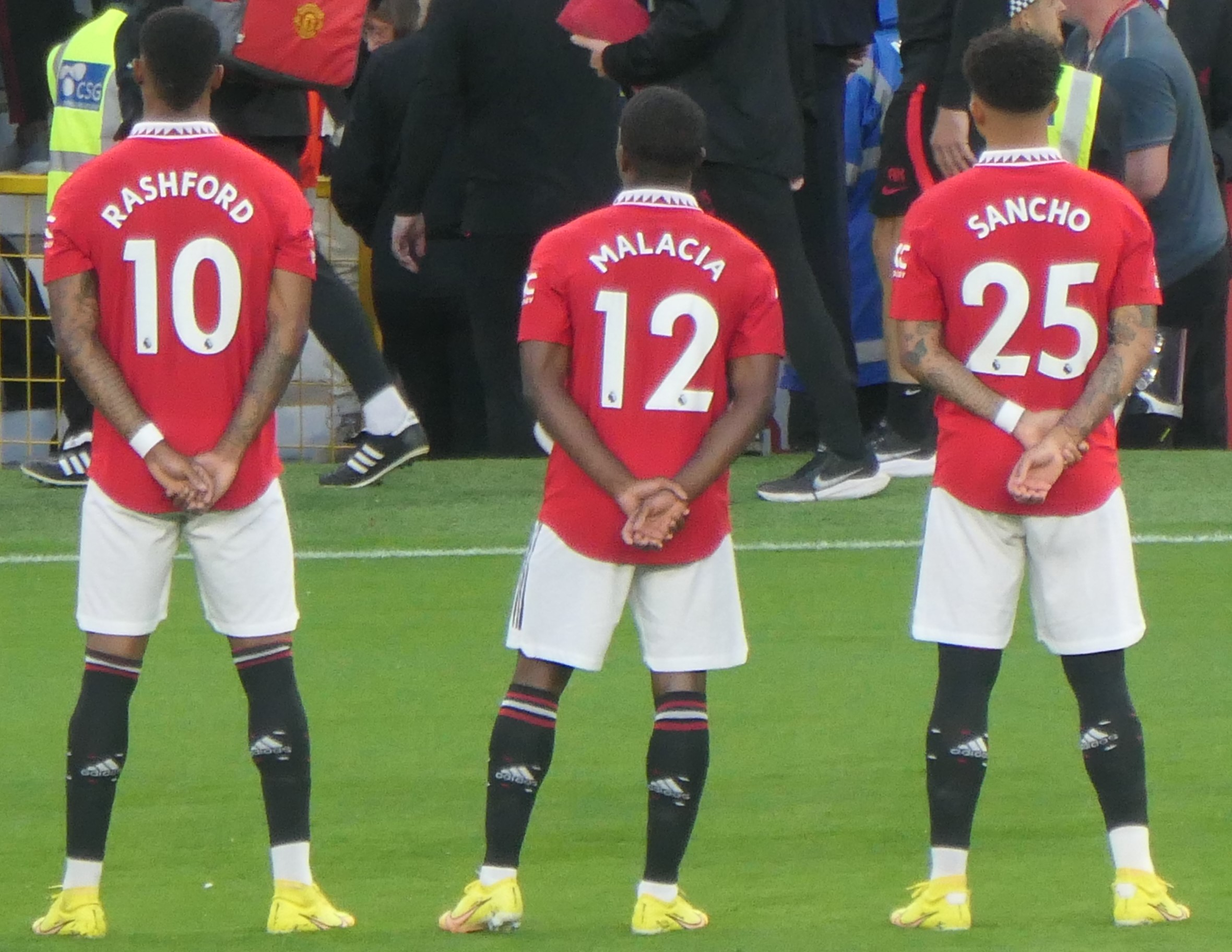
リヴァプール戦に出場したマラシア（2022年）

### PSV
2025年2月4日、PSVアイントホーフェンへの買い取りオプション付きのレンタル移籍が発表された

## 代表経歴
各年代の代表に選ばれたマラシアは、2021年9月4日に行われたカタールW杯欧州予選のモンテネグロ代表との試合でフル代表デビューを果たすとコーディ・ガクポのゴールをアシストした。
2022年10月21日、カタールW杯に向けた予備登録メンバーの1人に選ばれた。

## 代表歴

### 出場大会
- オランダ代表
  - 2022 FIFAワールドカップ

### 試合数
- 国際Aマッチ 9試合 0得点（2021年-）[7]

| オランダ代表 | 国際Aマッチ | 国際Aマッチ |
| 年           | 出場        | 得点        |
| ------------ | ----------- | ----------- |
| 2021         | 1           | 0           |
| 2022         | 5           | 0           |
| 2023         | 3           | 0           |
| 通算         | 9           | 0           |

## タイトル
フェイエノールト
- KNVBカップ : 2017-18
- ヨハン・クライフ・スハール : 2018

マンチェスター・ユナイテッドFC
- EFLカップ : 2022-23